# Spring Capricious
Spring Capricious er det ottende studiealbum af den danske sangerinde og sangskriver Anne Linnet, der blev udgivet i 1989 via Pladecompagniet.

## Spor
Side 1
1. "Sang Til Hjertet" - 5:51
2. "Spring Capricious" - 11:56
3. "Seul I" - 11:04
4. "Seul II" - 3:29
5. "Seul III" - 2:36

Side 2 Strygekvartet "Quatour Brutale"
1. "Danse Hésitante" - 1:15
2. "Danse Masochistesentimentale" - 1:09